# Bulbostylis erratica
Bulbostylis erratica är en halvgräsart som först beskrevs av Joseph Dalton Hooker, och fick sitt nu gällande namn av Charles Baron Clarke. Bulbostylis erratica ingår i släktet Bulbostylis och familjen halvgräs. Inga underarter finns listade i Catalogue of Life.